# Normativa comunitaria RoHS

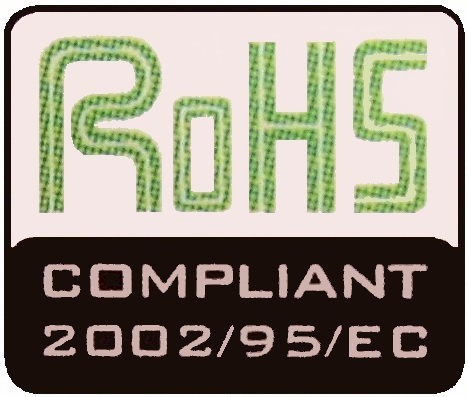
Un marchio RoHS

La Direttiva RoHS è la normativa 2002/95/CE (chiamata comunemente RoHS dall'inglese: Restriction of Hazardous Substances Directive) adottata nel febbraio del 2003 dalla Comunità europea. Tale normativa impone restrizioni sull'uso di determinate sostanze pericolose nella costruzione di vari tipi di apparecchiature elettriche ed elettroniche.
È collegata strettamente con la direttiva sulla rottamazione di apparecchiature elettriche ed elettroniche (o RAEE o WEEE, dall'inglese "Waste of electric and electronic equipment ") 2002/96/CE che regola l'accumulazione, il riciclaggio e il recupero per le apparecchiature elettriche e fa parte di un'iniziativa di legge per risolvere il problema dell'enorme quantitativo di rifiuti generati dalle apparecchiature elettroniche obsolete. RAEE in italiano sta per "rifiuti di apparecchiature elettriche ed elettroniche" o anche diffusa con il nome inglese. Su molte apparecchiature infatti si possono trovare i marchi RAEE o WEEE che indicano però la stessa normativa.
La RoHS si applica ai prodotti costruiti o importati nell'Unione europea. Ogni stato membro della Comunità europea deve "recepire" la direttiva, cioè adottare proprie politiche di applicazione, usando la direttiva come guida.
Di conseguenza, ci potrebbero essere versioni differenti della legge quanti sono gli stati della CE.

## Storia
Nel febbraio 2003 la normativa 2002/95/CE è stata estesa a livello comunitario, mentre negli anni precedenti ogni stato dell'unione aveva una legge separata. La prima nazione a introdurre una norma simile è stata la Germania nel marzo del 1995, seguita dall'Inghilterra nel 1996. In Italia bisogna aspettare il 1998 per introdurre una normativa di questo tipo, la così chiamata "legge sulla rottamazione". Dal 1º febbraio 2003 tutte le vecchie normative di ogni stato membro sono state sostituite dalla direttiva RoHS.
È diventata obbligatoria dal 1º luglio 2006.
Il legislatore italiano, recependo le direttive CE 2002/95/CE, 2002/96/CE, 2003/108/CE relative alla riduzione dell'uso di sostanze pericolose nelle apparecchiature elettriche ed elettroniche, nonché allo smaltimento di rifiuti, ha emanato il Decreto legislativo n. 151 del 25 luglio 2005 (G.U. 175 del 29/07/05 Supp.Ord. 135).
Ha terminato di essere in vigore il 3 gennaio 2013. Da quella data è in vigore la direttiva 2011/65/CE (anche detta "Direttiva RoHS 2").

## Sostanze interessate
Sebbene la RoHS sia chiamata anche "direttiva Pb-free" o "Lead-free" (cioè "esente da piombo"), tale direttiva pone dei vincoli sull'uso non solo del piombo, bensì delle seguenti sostanze:
1. Piombo
2. Mercurio
3. Cadmio
4. Cromo esavalente (Cromo VI)
5. Bifenili polibromurati (PBB)
6. Etere di difenile polibromurato (PBDE).
7. Ftalato di bis(2-etilesile) (DEHP) (0,1 %)
8. Benzibutilftalato (BBP) (0,1 %)
9. Dibutilftalato (DBP) (0,1 %)
10. Diisobutilftalato (DIBP) (0,1 %)

Il piombo è usato nella saldatura dei componenti sui circuiti stampati (le leghe comunemente usate contengono 40% di piombo e 60% di stagno).
Il mercurio viene utilizzato in particolari termostati e lampade a scarica di mercurio.
Il cadmio si utilizza nelle batterie ricaricabili, come protezione dalla corrosione ed usura di componenti metallici e in alcuni casi come pigmento o stabilizzante in vernici.
Il cromo esavalente è un agente cancerogeno e viene usato in trattamenti di cromatura e nella passivazione della zincatura elettrolitica, su componenti ferrosi e non ferrosi, per evitare la corrosione e l'usura delle superfici. Al giorno d'oggi nella passivazione di prodotti zincati è stato sostituito dal cromo trivalente, meno tossico e non idrosolubile.
I bifenili polibromurati (PBB) ed eteri di difenile polibromurati (PBDE) sono aggiunti ai polimeri termoplastici per ottenere proprietà ignifughe.

## Limiti di concentrazione
Le concentrazioni massime sono 0,1% (tranne il cadmio che è limitato a 0,01%) del peso di materiale omogeneo. Ciò significa che i limiti non si applicano all'intero peso del prodotto finito, bensì a ciascun materiale omogeneo di cui è costituito il prodotto. Ad esempio la normativa impone che la guaina isolante di un cavo elettrico che compone un apparecchio elettronico abbia una percentuale minore rispetto a quanto stabilito dalla normativa. Ciò rende tali limiti maggiormente restrittivi.
Tutto quello che può essere identificato come materiale omogeneo deve rispettare il limite imposto. Così, ad esempio nel caso di una radio, se risultasse che il rivestimento del contatto di un suo interruttore sia costituito da oro con una concentrazione di cadmio di 2300 ppm, allora l'intera radio non rispetterebbe i requisiti della direttiva.

## Esenzioni dalla direttiva
- Le batterie non sono incluse all'interno della portata di RoHS, quindi le batterie al piombo e al NiCd sono consentite (anche se queste ultime sono state sostituite da batterie NiMH).
- Impianti e utensili fissi di grandi dimensioni (come definiti nell'articolo 3 della stessa normativa); inizialmente nella versione italiana era scritto "industriali", che poi è stato tolto in quanto refuso che non si trova nell'originale in inglese.[1][2]
- Piombo in componenti ceramici, alcune specifiche leghe e nel vetro usato nei tubi a raggi catodici (CRT), in alcuni componenti elettronici e tubi per lampade fluorescenti.
- Mercurio in determinati tipi di lampade.
- Applicazioni nel settore automotive.
- Applicazioni nel settore medicale.

## RoHS nei paesi extraeuropei
La tendenza ad avere un unico mercato mondiale spinge i singoli Paesi a unificare le normative per facilitare il libero commercio.

### Cina
Anche la Cina ha sviluppato una legislazione (citata spesso come "Cina RoHS") che ha limitazioni simili.
Tuttavia, la legislazione cinese è molto vaga circa l'applicazione e la responsabilità per il rispetto della normativa.
Vi sono anche dubbi sulla data di inizio dell'applicazione ma si ritiene sia la stessa della normativa europea.

### Giappone
Il Giappone non ha una normativa equivalente alla RoHS ma vi è una sollecitazione verso i costruttori giapponesi ad indirizzarsi verso processi di lavorazioni esenti da piombo.

### California
La California ha adottato una legislazione simile che è entrata in vigore il 1º gennaio 2007. La legge della California utilizza la direttiva RoHS dell'Unione europea come linea guida.

## Aspetti critici
L'abolizione del piombo nelle saldature in campo elettronico richiede investimenti costosi nelle catene di montaggio (oltre alle perdite delle scorte di magazzino che non rispettano la normativa RoHS) e per i produttori di componenti elettrici ed elettronici che devono rivedere le procedure per utilizzare materiali alternativi e le procedure di collaudo.
Il maggiore stress in fase di saldatura (la temperatura di saldatura deve essere più alta) può determinare una minore affidabilità dei componenti elettronici.
Alcuni paesi quindi tendono ad esentare, per ora, i prodotti elettromedicali e di telecomunicazione dalla legislazione.